# 13897 Везувій
13897 Везувій (13897 Vesuvius) — астероїд головного поясу, відкритий 29 вересня 1973 року.
Тіссеранів параметр щодо Юпітера — 3,016.